# All in Your Name
 (avril 2018).
Si vous disposez d'ouvrages ou d'articles de référence ou si vous connaissez des sites web de qualité traitant du thème abordé ici, merci de compléter l'article en donnant les références utiles à sa vérifiabilité et en les liant à la section « Notes et références ».
All in Your Name est une chanson écrite et interprétée par Barry Gibb et Michael Jackson. Elle a été enregistrée en 2002 et a été rendue disponible par Barry Gibb le 25 juin 2011, soit le jour du deuxième anniversaire de la mort de Michael Jackson. Elle ne fait pas partie d'un album de l'un ou l'autre chanteur.

## Composition
Billboard a rapporté le 20 décembre 2002 que Gibb avait récemment écrit une chanson avec Jackson pour protester contre le plan du gouvernement américain d'envahir l'Irak (invasion qui a eu lieu en mars 2003). Il y a des rumeurs selon lesquelles Jackson s'est présenté un jour de 2002 avec une chanson en partie écrite et a convaincu Gibb d'y contribuer. Un fan a dit que Gibb avait un enregistrement de cette chanson, mais Gibb lui-même n'a pas confirmé que tout cela s'était produit.
Gibb explique : 
« Michael Jackson et moi étions les amis les plus chers, voilà ce que c'était. Nous nous sommes tournés vers le même genre de musique et nous avons adoré collaborer et il était la personne la plus facile pour travailler ensemble. Plus nous nous connaissions, plus ces idées se sont imbriquées et tout est venu dans cette chanson All In Your Name. Elle est en fait le message que Michael voulait envoyer à tous ses fans du monde entier, c'est-à-dire qu'il a tout fait pour eux et pour le pur amour de la musique. J'espère et prie pour que nous puissions tous l'entendre dans son intégralité. Cette expérience que je chérirai pour toujours ».

## Structure
Barry Gibb chante en voix principale les couplets avec des refrains interprétés en falsetto par Michael Jackson. Gibb passe également en falsetto vers la fin de la chanson qui se termine par le refrain repris plusieurs fois par Jackson.

## Clip vidéo
Le processus de création de la chanson a été enregistré et finalement édité dans un clip vidéo publié au moment de la sortie de la chanson.

## Divers
- La couverture du single présente Gibb et Jackson dans un studio d'enregistrement en 1985, alors qu'ils produisaient ensemble la chanson de Diana Ross Eaten Alive.

- Michael Jackson est devenu un proche de Barry Gibb et de sa femme Linda. Il est même devenu le parrain du fils de Barry, également prénommé Michael. Lors de ses passages à Miami, Michael s'enregistrait souvent dans des hôtels mais passait en réalité son temps chez Barry pour être plus tranquille[3].